# Витязь (Приморский край)

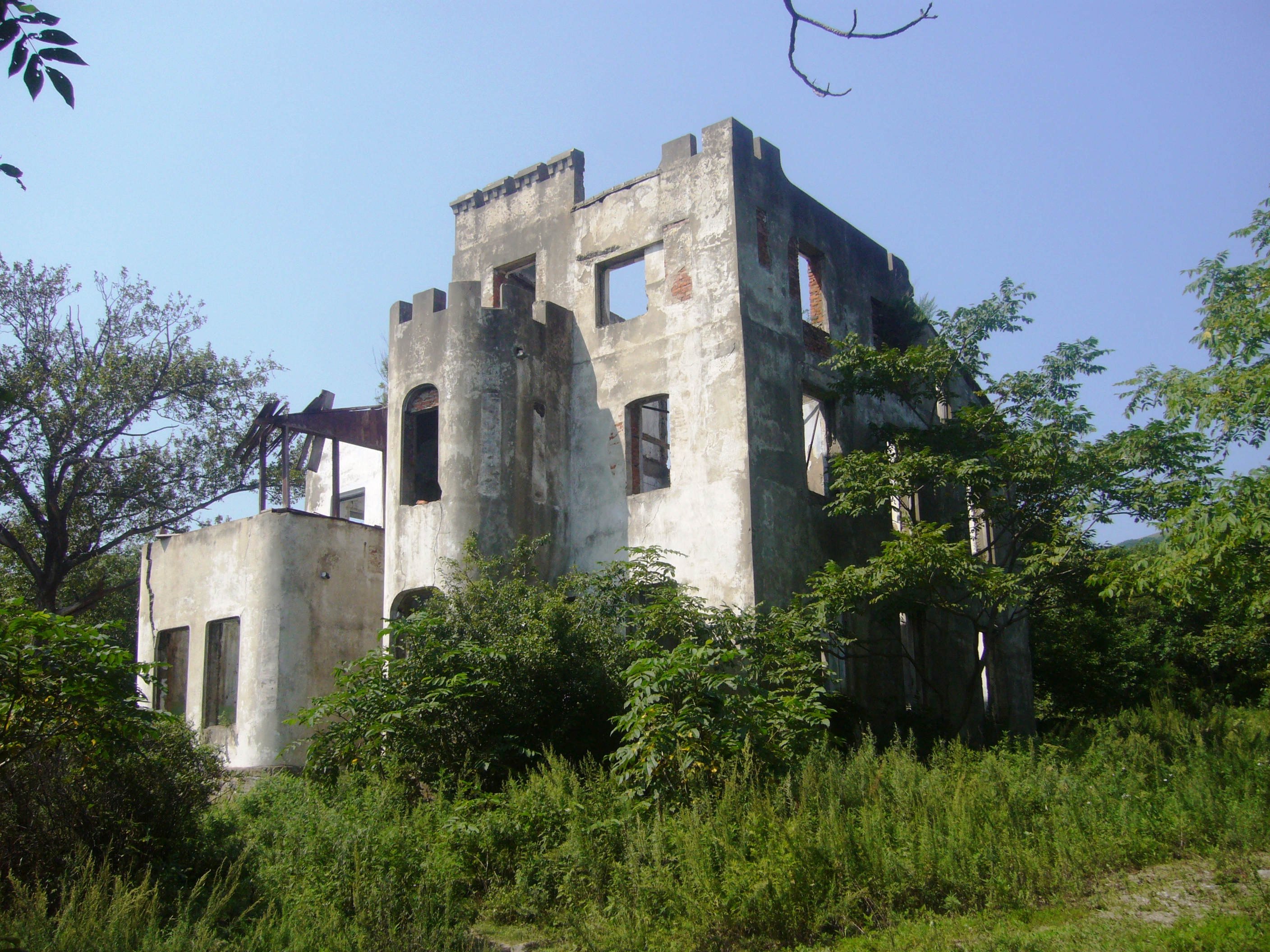
Руины Замка Янковского

Ви́тязь — село в Хасанском районе Приморского края, входит в состав Зарубинского городского поселения. Основано в 1885 году.

## Географическое положение
Село находится на берегу одноимённой бухты в заливе Посьета на полуострове Гамова, на расстоянии 54 км (по автодорогам) от посёлка городского типа Славянка, административного центра района, и 218 км (по автодорогам) от города Владивосток, административного центра края.

## Население
| 2002 | 2005 | 2010 |
| ---- | ---- | ---- |
| 151  | ↗192 | ↘158 |

## Улицы
| - ул. Берёзовая, - ул. Восточная, - ул. Камышовая, | - ул. Лесная, - ул. Морская, - ул. Солнечная. |

## Транспорт
Село связано автомобильной дорогой длиной 19 км с трассой А189 Раздольное — Хасан. Ближайшая железнодорожная станция находится на расстоянии 15 км к западу в посёлке Зарубино.

## Достопримечательности
- Замок Янковского, начало XX века;
- Дом Шевелева (дача Бессонова), начало XX века;
- Маяк Гамова, 1906 года постройки[5].